# Сіриль Еррінгтон
Сіриль Еррінгтон (ісп. Cyril Errington, нар. 30 березня 1992, Сан-Сальвадор) — нікарагуанський футболіст сальвадорського походження, захисник клубу «Реал Естелі» та національної збірної Нікарагуа.

## Клубна кар'єра
У дорослому футболі дебютував 2013 року виступами за команду «Альянса», в якій провів один сезон, взявши участь лише у 6 матчах чемпіонату. Після цього також у Сальвадорі виступав за клуби «Пасакіна», «Драгон» та «Універсідад».
На початку 2017 року уклав контракт з нікарагуанським клубом «Реал Естелі». Відтоді встиг відіграти за команду з Естелі 7 матчів в національному чемпіонаті.

## Виступи за збірну
27 грудня 2016 року дебютував в офіційних матчах у складі національної збірної Нікарагуа в товариській грі проти збірної Тринідаду і Тобаго (2:1).
У складі збірної був учасником розіграшу Золотого кубка КОНКАКАФ 2017 року у США, на якому зіграв у двох матчах.